# Município de Monroe (condado de Pickaway, Ohio)
O município de Monroe (em inglês: Monroe Township) é um município localizado no condado de Pickaway no estado estadounidense de Ohio. No ano de 2010 tinha uma população de 1.234 habitantes e uma densidade populacional de 11,48 pessoas por km².

## Geografia
O município de Monroe encontra-se localizado nas coordenadas 39° 39′ 07″ N, 83° 11′ 24″ O. Segundo o Departamento do Censo dos Estados Unidos, o município tem uma superfície total de 107.53 km², da qual 104,59 km² correspondem a terra firme e (2,73 %) 2,93 km² é água.

## Demografia
Segundo o censo de 2010, tinha 1.234 habitantes residindo no município de Monroe. A densidade populacional era de 11,48 hab./km². Dos 1.234 habitantes, o município de Monroe estava composto pelo 98,14 % brancos, o 0,65 % eram afroamericanos, o 0,16 % eram amerindios, o 0,41 % eram de outras raças e o 0,65 % eram de uma mistura de raças. Do total da população o 0,24 % eram hispanos ou latinos de qualquer raça.